# Rangel (Angola)
Rangel è una municipalità dell'Angola appartenente alla Provincia di Luanda. Ha 261.046 abitanti (stima del 2006).